# Felipe Tromp
Felipe Tromp, né le 15 octobre 1917 et mort le 12 août 1995, est un enseignant et homme politique arubais, gouverneur du pays de 1986 à 1992.

## Biographie
Felipe Tromp est un enseignant et exerce la fonction de ministre de l'éducation des Antilles néerlandaises de 1958 à 1962. Nommé gouverneur du nouvel État d'Aruba en septembre 1985, il prend ses fonctions le 1er janvier 1986 et les quitte en 1992.